# سارة شنيب
سارة شنّيب (بالإنجليزية: Sarah Besan Shennib)‏ سليلة عائلة بيت شنّيب الليبية النبيلة 

## التسلسل العائلي
سارة بيسان هي سليلة عائلة بيت شنيب. هي الحفيدة الكبرى للسيد عُمر فايق شنيب، أحد أهم وأشهر رجال عائلة شنيب، ورئيس المحكمة الملكية الليبية (الديوان الملكي)، ووزير الدفاع، ونائب رئيس الجمعية الوطنية في ليبيا. ينحدر باقي أحفاد السيد عُمر شنيب من خلال زواج ابن اخيه السيد أحمد فؤاد شنيب بأبنة السيد عٌمر فايق، السيدة ابتسام شنيب. ولقد اثمر زواجهم عن خمسة أبناء وهم السيدة هدى شنيب، الدكتور هاني شنيب، علا شنيب، عدنان شنيب وفاتن شنيب. ولقد عاش أحفاد شنيب في المنفى بعد انقلاب مُعمر القذافي عام 1969, حتي حدث انقساماً جغرافياً في العقود التي تلت هذا الشأن.

## السيرة الذاتية
سارة بيسان هي الابنة الكبرى للدكتور هاني شنّيب، ابن السيد أحمد فؤاد شنّيب الوزير الأسبق للتعليم والثقافة والملحق الثقافي لليونيسكو حتي عام 1959, وابنة الدكتورة الكويتية عواطف شهاب الدين. ولدت سارة بيسان في سان فرانسيسكو، كاليفورنيا عام 1978 خلال فترة نفي ابيها خارج ليبيا في ذروة اضطهاد نظام القذافي لكل من تربطه علاقة وثيقة بنظام الملك السابق.
ولقد مكثوا فترة قصيرة في لندن حتي عام 1979. ومع تزايد نشاط عملاء مُعمر القذافي في لندن، قاموا بالإنتقال مرة أخرى، وهذه المرة إلى كندا. استقرت العائلة في كيوبيك حيث تولى كل من السيد هاني شنّيب وزوجته المناصب الطبية بجامعة مكغيل في مونتريال.
شاركت سارة في تأليف فيلم وادي الزهور، والذي صدر عام 2006 وحازعلى جائزة أفضل لجنة تحكيم في مهرجان الفيلم الهندي في لوس انجلوس (IFFLA) 